# Maquela do Zombo
Maquela do Zombo – miasto w Angoli, w prowincji Uíge.